# 私は千の風
私は千の風（わたしはせんのかぜ）は、綜合放送配給により全国の地方局で放送していた日本のラジオ番組である。2007年度から放送開始、2009年放送終了。

## 概要
番組では、有名人・著名人の物故者を中心に取り上げる。テーマ曲は新井満（のちに秋川雅史）が歌う「千の風になって」。
メインパーソナリティの土井里美が、オープニングにて「お墓の前で泣かないでください。そこに私はいません。千の風になって、千の風になって。今、あなたの周りを千の風が通り過ぎていきます。私は千の風 ○○○○です」とアナウンスする（○には物故者の人物名が入る）。

## ネット局 (推定の終了年月)
- IBC岩手放送：日曜 20:55 - 21:00
2009年12月終了。
- ラジオ福島：日曜 5:15 - 5:30
2009年9月終了。
- 北日本放送：日曜 7:40 - 8:00
「私は千の風～千の風のメモリー～」というタイトルにてオンエア。2008年9月放送終了。
- 山形放送：月曜 - 金曜 16:15 - 16:20
YBCのタイムテーブル・ホームページでは「私は千の風です」、携帯サイトでは「わたしは千の風です」となっていた。2007年9月終了。

## 取り上げた物故者
- 團伊玖磨
- 岡本太郎
- 岡田有希子
- 浦辺粂子
- 小森和子
- 淀川長治
- 古尾谷雅人
- 三浦洋一
- 田宮二郎
- 原ひさ子
- 宮田輝
- 高橋圭三
- 宮川泰
- 青島幸男
- 飯島愛
- 筑紫哲也
- 本田美奈子.
- 細川隆一郎
- 逸見政孝
- 山城新伍 ほか